# Wladislaw Iwanowitsch Pustowoit

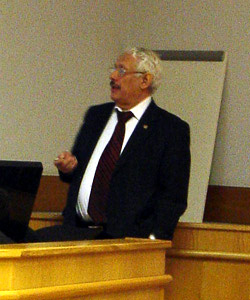
Wladislaw Iwanowitsch Pustowoit

Wladislaw Iwanowitsch Pustowoit (russisch Владисла́в Ива́нович Пустово́йт, ukrainisch Владислав Іванович Пустовойт/Wladyslaw Pustowoit; * 15. November 1936 in Berdjansk; † 5. Juli 2021) war ein sowjetisch-ukrainischer Physiker und Hochschullehrer.

## Leben
Pustowoit war Doktor der Physikalisch-Mathematischen Wissenschaften und seit 2006 Vollmitglied der Russischen Akademie der Wissenschaften (RAN). Ab 1995 leitete er das Wissenschaftlich-Technische Zentrum für besonderen Instrumentenbau der RAN. Er leitete den Lehrstuhl für optoelektronische Instrumente für wissenschaftliche Untersuchungen der Staatlichen Technischen Universität Moskau „N. E. Bauman“. Er war zusammen mit J. W. Guljajew Herausgeber der Fachzeitschrift Radiotechnik und Elektronik.
Als weltweit erste schlugen Pustowoit und J. W. Guljajew die Benutzung von akustischen Oberflächenwellen (AOW) für die Signalverarbeitung vor und dafür eine Piezoelement-Halbleiter-Schichtstruktur. Ebenso entwickelte er abstimmbare akustisch-optische Filter für das gesamte Lichtwellenspektrum, die in der Raumfahrt, Medizintechnik, Steuerungstechnik und Umwelttechnik angewendet werden. Er schlug den Bau eines großen Michelson-Interferometers für die Registrierung von Gravitationswellen vor.

## Ehrungen
- Staatspreis der UdSSR (1974 und 1984)
- Staatspreis der Russischen Föderation (1993 und 2006)